# Йорг Бергмайстер
Йорґ Берґмайстер (нім. Jörg Bergmeister) — німецький автогонщик.

## Життєпис
Народився 13 лютого 1976 року в Леверкузені (Німеччина). Його батько мав автомайстерню, де розпочинав свою кар'єру механіка Міхаель Шумахер
Брав участь в перегонах Суперкубок Порше з 1996 року.